# Royal Vriesco
Royal Vriesco is een gordijnenfabrikant uit Nederland; het bedrijf werd in 1919 opgericht. Het hoofdkantoor is gevestigd in Leeuwarden. Het bedrijf heeft 130 werknemers en heeft in de Benelux een marktaandeel van 25%. Sinds 2019 voert het bedrijf het predicaat 'koninklijk' en is internationaal actief onder de handelsnaam A House of Happiness - Royal Vriesco.  

## Geschiedenis
Op 21 mei 1919 opende Hero de Vries een 'Meubelmagazijn en Gros’ in Leeuwarden aan de Nieuweburen. Het bedrijft richtte zich op de productie, bekleding en stoffering van meubelen. Zijn zonen Jetze Herman de Vries en Lamberthus Richard de Vries waren actief in het bedrijf. Na de Tweede Wereldoorlog groeide het bedrijf snel. Het verhuisde meerdere keren binnen Leeuwarden tot het zich in 1969 vestigde aan de Mr. P.J. Troelstraweg in Leeuwarden, waar het nog steeds is gevestigd.
Eind jaren zeventig werd Hero Paul de Vries - de zoon van Lamberthus de Vries directeur. Het bedrijf verkocht al enige tijd niet meer alleen rollen stof, maar legde zich toe op coupage en confectie (het op maat maken van gordijnen) en had een aanzienlijk marktaandeel in Nederland. Om verder te groeien werden ook in andere landen activiteiten ontwikkeld. In 1989 verkocht de familie De Vries het bedrijf.
Vriesco exporteert anno 2019 naar meer dan veertig landen. Het belangrijkste afzetgebied is de Benelux, waar het bedrijf 25% van de markt in gordijnen in handen heeft. Het bedrijf heeft 130 medewerkers en levert uitsluitend aan retailbedrijven op maat gemaakte gordijnen.  Behalve het hoofdkantoor in Leeuwarden zijn er vier vestigingen in Nederland en België, en een productielocatie in Bosnië.

## Koninklijk
De juridische vorm en officiële benaming van het bedrijf is in de loop van de tijd vaak gewijzigd, wel is er altijd een link gebleven met de familienaam De Vries. Het bedrijf heette achtereenvolgens Hero de Vries, Handelsonderneming Hero de Vries, Vriesco beheer B.V., Handelsonderneming Vriesco N.V. en Handelsonderneming Vriesco B.V. Op 22 december 1999 werd de naam ‘Handelsonderneming Vriesco B.V.’ gewijzigd in ‘Vriesco International Fabrics B.V.’ 
Bij het 100-jarig jubileum op 24 mei 2019 werd Vriesco International Fabrics het predicaat Koninklijk toegekend door koning Willem-Alexander. Deze werd uitgereikt door de commissaris van de Koning Arno Brok. Het is het 31e Friese bedrijf dat dit predicaat uitgereikt kreeg. Na de uitreiking van het predicaat is de bedrijfsnaam gewijzigd in Royal Vriesco. Het bedrijft hanteert in binnen- en buitenland de handelsnaam  A House of Happiness - Royal Vriesco.

## Duurzaamheid
Op gebied van duurzaamheid ziet Vriesco zich als een voorloper in de branche.  In 2017 presenteerde het naar eigen zeggen als eerste gordijnfabrikant een compleet groene productlijn. Het bedrijf introduceerde in 2018 een nieuw drukproces dat gebruik maakt van biologisch afbreekbare inkt en tachtig procent minder water verbruikt. Meer dan vijftig procent van de benodigde elektriciteit wordt opgewekt door zonnepanelen op het dak van het bedrijf.

## Externe bronnen
Website bedrijf

## Geraadpleegde bronnen
1. 1 2 3  Simon Talsma, Honderdjarige Gordijnenfabriek Vriesco in Leeuwarden probeert steeds duurzamer te werken. Friesch Dagblad (21 mei 2019). Geraadpleegd op 30 november 2019.
2. ↑  René van Baal, Vriesco print gordijnen nu zelf. Leeuwarder Courant (15 mei 2018). Geraadpleegd op 30 november 2019.
3. ↑  Gordijnenfabrikant Vriesco is vanaf nu koninklijk. Leeuwarder Courant (24 mei 2019). Geraadpleegd op 30 november 2019.